# 格润诺阿 (北达科他州)
格润诺阿（英語：Grenora），是美国北达科他州下属的一座城市。根据2010年美国人口普查，该市有人口244人。2011年估计该市有人口266人，相对于2010年，增长率为9.02%。